# Arcos de la Sierra
Arcos de la Sierra ist ein Ort und eine zentralspanische Gemeinde (municipio) mit 86 Einwohnern (Stand: 2024) im Norden der Provinz Cuenca in der Autonomen Region Kastilien-La Mancha. 

## Lage und Klima
Arcos de la Sierra liegt auf der Westseite des Iberischen Gebirges in einer Höhe von ca. 1010 m. Die Provinzhauptstadt Cuenca befindet sich gut 33 Kilometer (Fahrtstrecke) südlich. Das Klima im Winter ist gemäßigt, im Sommer dagegen warm bis heiß. Regen (698 mm/Jahr) fällt das ganze Jahr über.

## Bevölkerungsentwicklung
| Jahr      | 1970 | 1981 | 1991 | 2001 | 2011 | 2021 |
| Einwohner | 288  | 155  | 135  | 117  | 108  | 74   |

## Sehenswürdigkeiten
- Kirche Mariä Himmelfahrt